# Иваненко, Тимофей Самойлович
Тимофей Самойлович Иваненко — советский государственный и политический деятель, председатель Магаданского областного исполнительного комитета.

## Биография
Родился в 1913 году. Участник Великой Отечественной войны.
С 1929 года — на хозяйственной, общественной и политической работе. В 1929—1960 гг. — слесарь шахты в Шахтинском районе Северо-Кавказского края, инструктор, заведующий сектором, заместитель заведующего отделом партийных органов обкома партии, первый секретарь Андреевского райкома КПСС Ростовской области, первый секретарь Магаданского горкома КПСС, председатель Исполнительного комитета Магаданского областного Совета.
Избирался депутатом Верховного Совета РСФСР 5-го созыва.